# Валковиська
Валковиська (пол. Wałkowiska) — село в Польщі, у гміні Осе Свецького повіту Куявсько-Поморського воєводства.
Населення — 401 особа (2011).
У 1975-1998 роках село належало до Бидгощського воєводства.

## Демографія
Демографічна структура станом на 31 березня 2011 року:
|          | Загалом | Допрацездатний вік | Працездатний вік | Постпрацездатний вік |
| -------- | ------- | ------------------ | ---------------- | -------------------- |
| Чоловіки | 215     | 51                 | 145              | 19                   |
| Жінки    | 186     | 37                 | 114              | 35                   |
| Разом    | 401     | 88                 | 259              | 54                   |